# Kush (Hanfsorte)

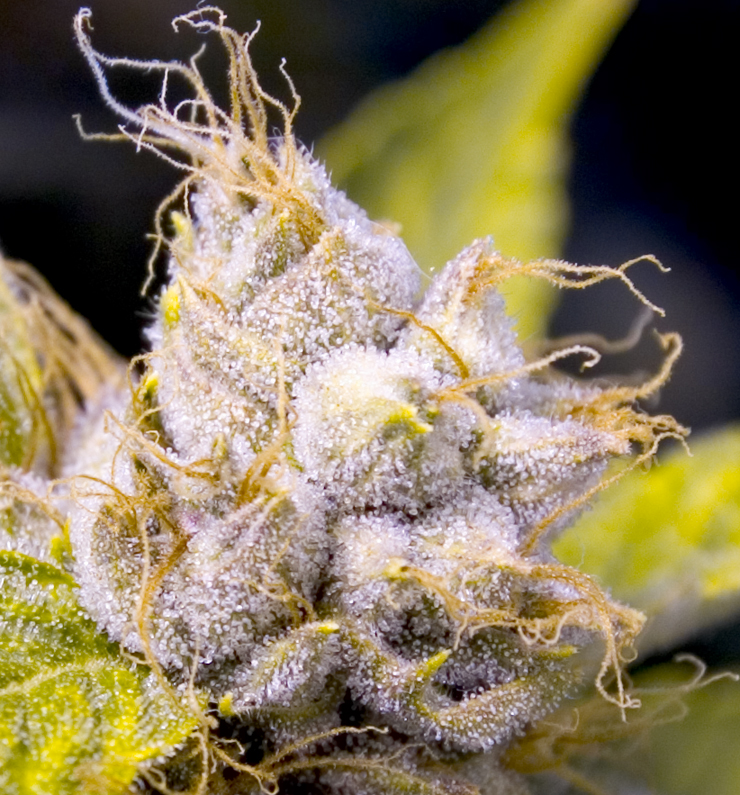
Reife weibliche Kush-Blüte

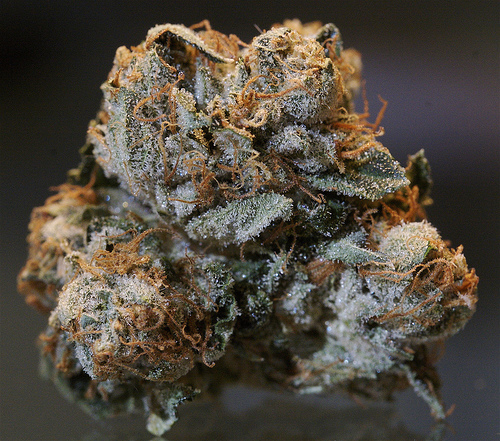
Getrocknete weibliche Kush-Blüte

Kush (auch Hindu Kush; Sanskrit/Hindi कुश घास Kush-Gras; persisch کش) ist eine alte Cannabissorte (Landsorte), die zur Art Cannabis indica gehört. Die Cannabissorte stammt ursprünglich aus Afghanistan, Pakistan, Iran und Nordindien. Der Name Kush indo-iranisch bzw. mittelpersisch, (veraltet persisch کش), neupersisch bzw. Dari Khush (persisch خوش) (deutsch fröhlich, gut, anziehend, glücklich) ist auf die Heimat der Pflanze, das Hindukush-Gebirge in Zentralasien, zurückzuführen. Mitte bis Ende der 1970er-Jahre wurde Kush dann in die Vereinigten Staaten (und später auch nach Europa) gebracht, wo es bis zum heutigen Tage konsumiert und kultiviert wird. Der THC-Gehalt der weiblichen Pflanze beträgt bis zu 20 Prozent oder sogar darüber. Auf der Basis von Kush wurden verschiedene Kreuzungen gezüchtet, wie beispielsweise Master Kush (Hindu Kush und Skunk Hybrid).
Kush wird unter anderem von der britischen Firma GW Pharmaceuticals – die 2021 von dem irischen biotechnologischen Pharmaunternehmen Jazz Pharmaceuticals übernommen wurde – für den kommerziellen Vertrieb von medizinischem Marihuana kultiviert.

## Musik
Da Kush in Nordamerika oft synonym für Marihuana allgemein genutzt wird, gibt es, vor allem im Rap-Bereich, hunderte Lieder, die in irgendeiner Weise Bezug zu Kush nehmen. Die Band Cypress Hill hat beispielsweise auf ihrem Album „Rise Up“ einen Titel namens „K.U.S.H.“, ein Akronym, das für den Satz „keeps us so high“ steht. 2010 veröffentlichte Dr. Dre seine Single namens „Kush“ (ft. Snoop Dogg & Akon). Auch Lil Wayne veröffentlichte auf der Deluxe-Version (Disc 2) seines Albums „Tha Carter III“ ein Lied über Kush mit dem selbigen Namen. Des Weiteren hat Snoop Dogg auf seinem Album Neva Left den Track Mountkushmore (2018) veröffentlicht. SXTN erwähnen Kush auf ihrem Album „Asozialisierungsprogramm“ aus dem Jahr 2016 in den Liedern „Kein Geld“ und „So High“ sowie in „Bongzimmer“ vom Album „Leben am Limit“.